# Parc zoologique de Skopje
Le parc zoologique de Skopje (en macédonien Зоолошка градина Скопје) est situé à Skopje, la capitale de la Macédoine du Nord. Il se trouve dans le Gradski Park, le plus grand espace vert de la ville. Il s'étend sur 12 ha.
Le parc zoologique a été fondé en 1926. Jusqu'à 1965, il ne couvre que quatre hectares. D'abord sous la juridiction de la ville de Skopje, il échoit au ministère de la culture en 1991, avant de retourner à la ville en 2005. Le parc zoologique compte 35 employés et 300 animaux appartenant à 56 espèces.
À la suite de critiques concernant les conditions dans lesquelles vivent les animaux, le parc zoologique a engagé en 2006 des collaborations avec l'Association européenne des zoos et des aquariums et d'autres zoos européens. En 2008, il a commencé une rénovation totale,.